# 会津北嶺高等学校
会津北嶺高等学校（あいづほくれいこうとうがっこう）は、福島県会津若松市相生町にある私立高等学校。

## 概要
福島県内唯一の自動車科 がある。普通科では近年、進学コースが創設され、国際基督教大学（I.C.U.）、青山学院大学、明治大学、会津大学などの合格実績を出している。
厳しい校則の下、生徒指導に力を入れている他、資格指導、進学指導で実績が出てきている。

## 沿革
- 1923年（大正12年） - 石山休三、若松裁縫女学校を創立。
- 1944年（昭和19年） - 教育に関する戦時非常措置のため、若松女子商業学校と校名改称。
- 1948年（昭和23年） - 学制改革により、石山女子高等学校となる。
- 1959年（昭和34年） - 市内七日町に男子部を設置。
- 1981年（昭和56年） - 七日町の男子部を現校地の女子部と統合、男女別学から共学に移行。
- 2017年（平成29年） - 4月に若松第一高等学校から名称変更。

## 設置課程
- 全日制課程（全科週5日7校時授業）
  - 普通科（特別進学コース／総合進学コース　※ 進学コースは土曜授業を行う）
  - 機械科自動車コース

## 交通
- JR磐越西線・只見線 会津若松駅下車、徒歩で約8分。

## 著名な出身者
- 阿部和香子 - 元自転車競技選手（ロサンゼルスオリンピック日本代表）
- 鹿目広行 - アルフレッサ株式会社　元代表取締役会長、現相談役
- 天野和彦 - 福島大学人間発達文化学類 特任教授（東日本大震災における福島県内最大の避難所ビッグパレットふくしまの運営に携わる）一般社団法人ふくしま連携復興センター代表理事
- 富山紘之進 - プロ野球選手（千葉ロッテマリーンズ）